# Olympische Sommerspiele 1976/Teilnehmer (Jugoslawien)
| Gelbes Symbol für Goldmedaillen mit stilisierten Olympischen Ringen | Graues Symbol für Silbermedaillen mit stilisierten Olympischen Ringen | Braundes Symbol für Bronzemedaillen mit stilisierten Olympischen Ringen |
| ------------------------------------------------------------------- | --------------------------------------------------------------------- | ----------------------------------------------------------------------- |
| 2                                                                   | 3                                                                     | 3                                                                       |

Die Sozialistische Föderative Republik Jugoslawien nahm an den Olympischen Sommerspielen 1976 in Montreal mit einer Delegation von 88 Athleten (83 Männer und 5 Frauen) an 52 Wettkämpfen in 14 Sportarten teil.
Die jugoslawischen Sportler gewannen zwei Gold-, drei Silber- und drei Bronzemedaillen. Olympiasieger wurden der Kanute Matija Ljubek im Einer-Canadier über 1000 Meter und der Ringer Momir Petković im Mittelgewicht des griechisch-römischen Stils. Fahnenträger bei der Eröffnungsfeier war der Handballspieler Hrvoje Horvat.

## Teilnehmer nach Sportarten

### Basketball
- Silber 
Blagoje Georgijevski
Dragan Kićanović
Vinko Jelovac
Rajko Žižić
Željko Jerkov
Andro Knego
Zoran Slavnić
Krešimir Ćosić
Damir Šolman
Žarko Varajić
Dražen Dalipagić
Mirza Delibašić

### Bogenschießen
- Bojan Postružnik
Einzel: 9. Platz

### Boxen
- Fazlija Šaćirović
Fliegengewicht: im Achtelfinale ausgeschieden

- Bratislav Ristić
Federgewicht: im Viertelfinale ausgeschieden

- Ace Rusevski
Leichtgewicht: Bronze

- Marijan Beneš
Weltergewicht: in der 2. Runde ausgeschieden

- Tadija Kačar
Halbmittelgewicht: Silber

- Dragan Vujković
Mittelgewicht: im Viertelfinale ausgeschieden

- Milosav Popović
Halbschwergewicht: in der 1. Runde ausgeschieden

### Handball
- 5. Platz
Zdenko Zorko
Predrag Timko
Zvonimir Serdarušić
Zdravko Rađenović
Nebojša Popović
Branislav Pokrajac
Radislav Pavićević
Željko Nimš
Zdravko Miljak
Radivoj Krivokapić
Milorad Karalić
Hrvoje Horvat
Vlado Bojovič
Abas Arslanagić

### Judo
- Goran Žuvela
Halbschwergewicht: in der 1. Runde ausgeschieden

- Ivan Vidmajer
Leichtgewicht: im Achtelfinale ausgeschieden

- Slavko Obadov
Mittelgewicht: Bronze

- Radomir Kovačević
Schwergewicht: 7. Platz
Offene Klasse: im Achtelfinale ausgeschieden

### Kanu
- Matija Ljubek
Einer-Canadier 500 m: Bronze 
Einer-Canadier 1000 m: Gold

### Leichtathletik
Männer
- Josip Alebić
400 m: im Viertelfinale ausgeschieden

- Luciano Sušanj
800 m: 6. Platz

- Milovan Savić
800 m: im Vorlauf ausgeschieden

- Dušan Janićijević
10.000 m: im Vorlauf ausgeschieden

- Vinko Galušić
20 km Gehen: 24. Platz

- Danial Temim
Hochsprung: 21. Platz

- Nenad Stekić
Weitsprung: 6. Platz

- Janoš Hegediš
Dreisprung: 17. Platz

- Ivan Ivančić
Kugelstoßen: 16. Platz

Frauen
- Jelica Pavličić
400 m: im Vorlauf ausgeschieden

- Snežana Hrepevnik
Hochsprung: 12. Platz

- Radojka Francoti
Weitsprung: 26. Platz

- Ðurđa Fočić
Fünfkampf: 11. Platz

### Radsport
- Vlado Fumić
Bahn Sprint: im Vorlauf ausgeschieden
Bahn 1000 m Zeitfahren: 24. Platz

- Bojan Ropret
Bahn 4000 m Einerverfolgung: 22. Platz

### Ringen
- Ivica Frgić
Bantamgewicht, griechisch-römisch: Silber

- Momir Petković
Mittelgewicht, griechisch-römisch: Gold

- Darko Nišavić
Halbschwergewicht, griechisch-römisch: 4. Platz

- Risto Darlev
Bantamgewicht, Freistil: in der 4. Runde ausgeschieden

- Šaban Sejdi
Leichtgewicht, Freistil: in der 2. Runde ausgeschieden

- Kiro Ristov
Weltergewicht, Freistil: 8. Platz

### Rudern
- Zoran Pančić
Doppel-Zweier: 9. Platz

- Darko Majstorović
Doppel-Zweier: 9. Platz

- Zlatko Celent
Zweier ohne Steuermann: 4. Platz

- Duško Mrduljaš
Zweier ohne Steuermann: 4. Platz

- Siniša Rutešić
Zweier mit Steuermann: 12. Platz

- Milan Butorac
Zweier mit Steuermann: 12. Platz

- Stanko Miloš
Zweier mit Steuermann: 12. Platz

### Schießen
- Franc Peternel
Schnellfeuerpistole 25 m: 15. Platz

- Srećko Pejović
Kleinkalibergewehr Dreistellungskampf 50 m: 4. Platz

- Zdravko Milutinović
Kleinkalibergewehr Dreistellungskampf 50 m: 7. Platz

- Miroslav Šipek
Kleinkalibergewehr liegend 50 m: 31. Platz

- Desanka Pešut
Kleinkalibergewehr liegend 50 m: 8. Platz

### Schwimmen
Männer
- Borut Petrič
400 m Freistil: im Vorlauf ausgeschieden
1500 m Freistil: im Vorlauf ausgeschieden

- Nenad Miloš
100 m Rücken: im Vorlauf ausgeschieden
200 m Rücken: im Vorlauf ausgeschieden

- Predrag Miloš
100 m Rücken: im Vorlauf ausgeschieden
200 m Rücken: im Vorlauf ausgeschieden

- Zdravko Divjak
100 m Brust: im Vorlauf ausgeschieden
200 m Brust: im Vorlauf ausgeschieden

### Segeln
- Minski Fabris
Finn-Dinghy: 13. Platz

### Wasserball
- 5. Platz
Ðuro Savinović
Damir Polić
Uroš Marović
Miloš Marković
Predrag Manojlović
Boško Lozica
Zoran Kačić
Dejan Dabović
Ozren Bonačić
Siniša Belamarić
Dušan Antunović